# Occità llemosí
El llemosí (en occità: lemosin) és un dialecte nord-occità que surt dels límits actuals de la regió Llemosí dins la meitat nord del departament de Dordonya (24) i la meitat est de la Charanta llemosina (16) a l'est d'Angulema. Des del punt de vista dialectal el llemosí és un dialecte septentrional de l'occità. El dialecte alvernès, també un dialecte septentrional, és més proper al llemosí que el llenguadocià (occità estàndard).
Del segle xvi al XIX, la denominació de llemosí es va utilitzar per a anomenar l'idioma Català, utilitzant-se el nom de català en sentit restringit, només per al dialecte del principat.

## Comparació
Aquesta secció presenta el mateix text en diverses variants de l'occità, el text és:

### Català (Central)
| « | Un home només tenia dos fills. El més jove digué a son pare: "És hora que sigui el meu propi amo i que tingui cèntims; me n'he d'anar a veure món. Partiu la vostra herència i doneu-me el que em toqui". "Ai, fill meu" digué el pare, "com vulguis, ets un dolent i Déu et castigarà’. I després va obrir un calaix, va partir la seva herència i en va fer dues parts. | » |

### Llemosí (lemosin) meridional
| « | Un òme aviá mas dos filhs. Lo mai jòune diguèt a son pair: "Es temps qu’ieu sáie mon pròpe mèstre e qu’age de l'argent; chau que puesche me n'anar e que vege del país. Partissètz vòstre ben e balhatz-me çò que devi aver." "Ò mon filh," diguèt lo pair, "coma voudràs; sès un meschaent e siràs punit." Puei drubiguèt una tireta, partiguèt son ben e ne’n faguèt doas parts. | » |

### Alvernès (auvernhat) meridional
| « | Un òme aviá mas dos garçons. Lo pus joine diguèt a son paire: "Lo moment es vengut que siáie mon mèstre e que age d'argent; chal que puesche me n'anar e que vege de país. Partatjatz voste ben e bailatz-me çò que duve avedre." "Ò mon garçon," diguèt lo paire, "coma voudràs; siás un maissant e saràs punit." E pueissas badèt un tirador, partagèt son ben e ne’n faguèt dos morsèls. | » |

### Llenguadocià (occità estàndard)

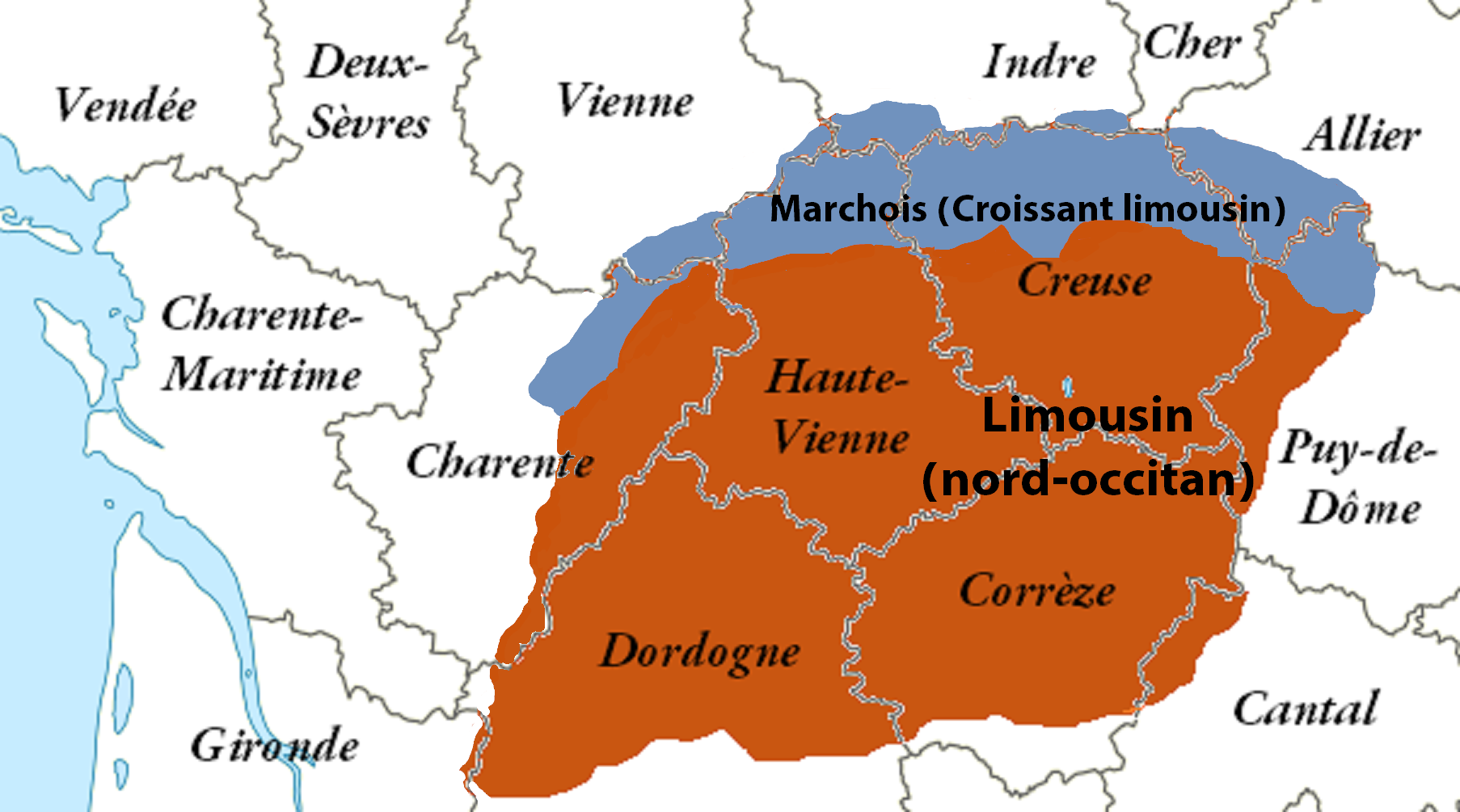
Detall de l'extensió del llemosí.

| « | Un òme aviá pas que dos dròlles. Lo pus jove diguèt a son paire: "Es ora per ieu de me governar sol e d'aver d'argent; me cal poder partir é véser de país. Despartissètz lo vòstre ben e donatz-me çò que devi aver." "Ò mon filh," diguèt lo paire, "coma voldràs tu; siás un marrit e seràs castigat." Apuèi dubriguèt una tireta, despartiguèt lo sieu ben e ne faguèt doas parts. | » |